# Volo Braathens SAFE 239
Il volo Braathens SAFE 239, noto anche come Incidente di Asker (in norvegese Asker-ulykken), fu un volo controllato contro il suolo di un Fokker F28 Fellowship nella zona boschiva-collinare nota come Vestmarka ad Asker, in Norvegia, il 23 dicembre 1972 alle 16:33. L'aereo, di proprietà della Braathens SAFE, era in rotta su un volo di linea dall'Aeroporto di Ålesund-Vigra, sull'isola di Vigra, all'Aeroporto di Oslo-Fornebu. Quaranta delle quarantacinque persone a bordo dell'aereo  persero la vita, rendendolo il più mortale incidente dell'aviazione civile in Norvegia fino al volo Vnukovo Airlines 2801 nel 1996. Secondo un articolo del quotidiano norvegese Dagbladet, scritto nel 23 dicembre 1992, un cittadino danese imbarcato su quel velivolo facente parte dei cinque superstiti, morì per complicazioni tardive pochi anni dopo il fatto, nel 1976.

## Il volo
L'aereo dell'incidente, un Fokker F28 Fellowship 1000, aveva come codice di registrazione LN-SUY ed era chiamato Sverre Sigurdsson. Era equipaggiato con due motori Rolls-Royce Spey Jr. 555-15. La Braathens SAFE era il cliente di lancio dell'F28 e lo Sverre Sigurdsson fu il primo F28 a volare su un servizio di linea all'inizio del 1969. Nel 1972 Braathens aveva sei di questi aerei nella propria flotta. La compagnia aerea aveva riscontrato alcune difficoltà operative come uno dei primi operatori del tipo di aeromobile. LN-SUY aveva il numero di serie 11011 e al momento dell'incidente aveva volato 8228 ore e attraversato 16.710 cicli di decollo-atterraggio. Poteva trasportare fino a sessantacinque passeggeri ed era stato assicurato con la Norsk Flyforsikringspool.
Il volo 239 era un servizio di linea dall'aeroporto di Ålesund, sull'isola di Vigra, all'aeroporto di Oslo-Fornebu, arrivo stimato in 45 minuti. Subì un piccolo ritardo quando partì da Vigra alle 16:00 con un equipaggio di tre elementi e quarantadue passeggeri, inclusi quattro bambini. Poiché il volo era il giorno prima della vigilia di Natale a bordo erano presenti persone che tornavano a casa o per visitare la famiglia per Natale e da persone che si dirigevano all'estero per le vacanze natalizie. Il capitano lavorava nella Braathens da sedici anni, gli ultimi dieci come capitano. Era presente anche un assistente di volo. Dato che si trattava di un breve volo interno venivano servite solo bibite gassate e birra, non caffè.

## Lo schianto
La norma per l'atterraggio a Fornebu era di arrivare al radiofaro Rumba e di virare a sinistra di quindici gradi per circa mezzo minuto. L'aereo si sarebbe quindi allineato con la pista 06 e avrebbe planato seguendo il sistema di atterraggio strumentale (ILS). Questa manovra dovrebbe avvenire nominalmente a un'altitudine di 1.100 metri (3.500 piedi). Tuttavia, con il tempo sereno, i piloti spesso optavano per una scorciatoia per raggiungere più rapidamente il percorso di avvicinamento. A causa della topografia era possibile che i raggi dell'ILS potessero deviare fino a venticinque gradi, il che avrebbe potuto far girare l'aereo troppo presto e fatto volare verso una serie di colline nella direzione sbagliata. Questo era un guasto noto del sistema e quindi i piloti avrebbero controllato la direzione del radiofaro ad Asker per assicurarsi di essere nella posizione corretta. Questa scorciatoia è stata effettuata dal volo 239.
I piloti avevano quindi il pieno controllo del velivolo, ma non erano a conoscenza della loro posizione al momento dell'impatto. Effettuarono la virata circa 10 miglia nautiche (19 km; 12 mi) troppo presto. In questo momento i piloti stavano conversando sulle celebrazioni natalizie con il controllore del traffico aereo. L'aereo scese al di sotto dell'altitudine di sicurezza più bassa ed abbassò il carrello di atterraggio e i flap come se si trovasse sul sentiero di discesa. Lo Sverre Sigurdsson stava volando troppo a est e probabilmente sospinto dai forti venti. L'impatto ebbe luogo alle 16:33 vicino al lago di Asdøltjern a Vestmarka. L'aereo era fuori rotta di 4 miglia nautiche (7 km; 5 mi) nell'oscurità e nella nebbia.

## Operazioni di salvataggio
Sette persone sopravvissero all'impatto, sebbene fossero tutte ferite e sotto shock. Uno dei sopravvissuti aiutò altri due ad allontanarsi dal relitto, che stava bruciando, e tutti si radunarono a una certa distanza dal relitto. Successivamente dichiararono alla stampa di essere tutti apatici e scioccati, e che nessuno di loro aveva pensato alla possibilità di cercare aiuto. Inoltre nessuno di loro sapeva dove si trovassero. Udirono le ricerche effettuate con l'elicottero ed erano quindi consapevoli di essere cercati. Di seguito due dei primi sopravvissuti morirono, portando il bilancio delle vittime a quaranta.
Il controllo del traffico aereo di Fornebu si accorse che l'aereo era scomparso dal radar ed informò il distretto di polizia di Asker e Bærum alle 16:36 che c'era stato un potenziale incidente. Fornebu contattò il distretto di polizia di Drammen alle 16:57 e richiese una perquisizione nell'area intorno alla fattoria di Solli. Il controllo del traffico aereo stimò l'area in cui credevano si trovasse l'aereo. Nonostante la loro stima per il luogo dell'incidente fosse accurata fornirono alla polizia il settore sbagliato. Il distretto di Asker e Bærum inviò due pattuglie alle 17:00, una da Asker a Solli e l'altra da Sandvika a Nikebatteriet. La pattuglia di Asker passò quasi a destra del luogo dell'incidente e si fermò per indagare, non trovando tracce del relitto. Alle 17:13 la polizia chiese che l'equipaggio fosse assegnato a Nikebatteriet per condurre un'operazione di ricerca e soccorso. Il coordinamento generale è stato effettuato dal Centro comune di coordinamento per il salvataggio della Norvegia meridionale (JRCC SN).
Alle 18:30 stabilirono una base operativa a Solli e trenta persone stavano cercando l'aereo. A quel tempo il sito dell'incidente era al di fuori dell'area di ricerca definita. L'operazione venne resa più difficoltosa in quanto si diede priorità alle vette e alle alture, mentre l'aereo si trovava su un dolce pendio boscoso. A causa delle festività natalizie, le persone erano in congedo e la polizia ha impiegato del tempo per inviare un numero sufficiente di membri dell'equipaggio per eseguire una corretta operazione di ricerca. Alle 19:00 stabilirono la seconda base operativa presso la fattoria di Rustand. Altre trenta persone furono inviate a cercare il relitto assieme ad un equipaggio aggiuntivo. Alle 20:30 la polizia e il controllo del traffico aereo iniziarono a chiedersi se l'area di ricerca fosse corretta e quindi decisero di ampliarla, quindi posizionarono il sito di arresto anomalo all'interno del perimetro di ricerca. Espansero l'area delle ricerche alle 22:00, e a questo punto partecipavano più di mille persone, professionisti e volontari.
Finalmente il relitto venne ritrovato alle 22:50 da un gruppo di volontari che aveva percorso la rotta stimata dell'aereo. Cinque minuti dopo l'equipaggio del Corpo di ricerca e soccorso della Croce Rossa di Sylling arrivò sul posto. In quel momento il centro operativo venne allertato del ritrovamento e la JRCC SN alle 23:07. Da Fornebu alle 23:24 arrivò un elicottero che atterrò a Solli alle 23:41 per prendere a bordo un medico. Proseguì fino al luogo dell'incidente guidato dalle luci dell'auto dell'equipaggio di ricerca volontario. Raccolse i sopravvissuti feriti gravemente e dovette impiegare due viaggi per portarli a Solli, dal quale furono inviati in ambulanza all'ospedale più vicino. Altri due feriti sono stati trasportati sulle ambulanze arrivate sul posto. L'operazione di ricerca e salvataggio si concluse ufficialmente alle 23:59.

## L'indagine

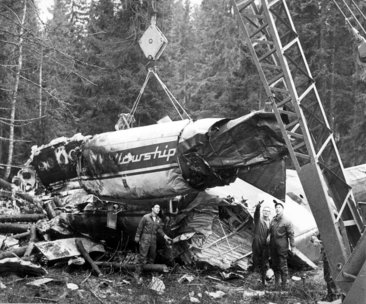
Il recupero del relitto.

Venne nominata una commissione investigativa, composta da tre membri regolari, guidata dal tenente colonnello Eirik Sandberg, dall'ispettore di polizia Johan Fr. Kielland e dal pilota Eivind Veierstad, oltre al loro segretario, Hans Georg Andersen. Arne Viik, esperto di navigazione aerea, fu aggiunto per l'indagine individuale. I membri regolari della commissione furono contattati alle 17:00 del giorno dell'incidente e iniziarono immediatamente il loro lavoro. Il relitto fu portato a Fornebu per le indagini, il registratore di volo inviato a Copenaghen e gli altimetri portati negli Stati Uniti. Intervistarono diverse centinaia di persone, volarono con un aereo simile nelle stesse condizioni di luce e meteo e nel febbraio 1973 avevano raccolto più di due metri e mezzo di note e documenti A causa degli errori di navigazione il test della commissione percorse più volte la rotta. Quando il radiofaro trasmetteva falsi segnali e loro li seguivano senza correlare con altri mezzi, i voli di prova della commissione davano una rotta che avrebbe provocato un incidente se non avessero interrotto.
Dopo un anno uno dei membri della commissione venne sostituito, poiché il suo mandato era terminato. Ciò ritardò le indagini poiché il suo sostituto dovette esaminare tutti i risultati per poter stare al passo. La durata dell'indagine è stata criticata dalla stampa e dai parenti prossimi, ma la commissione dichiarò che era necessaria con un grado di diligenza prescritto in materia. Una questione di particolare interesse era il sistema ILS di Fornebu, che in determinate circostanze avrebbe prodotto falsi segnali. La commissione non trovò alcun modo per porre fine alle carenze. Nell'agosto 1975 è stato inviato un rapporto preliminare alle parti coinvolte. Nonostante le promesse di rilascio immediato, la pubblicazione è stata posticipata per chiarire ulteriori dettagli. La bozza finale venne consegnata al Ministero dei Trasporti e delle Comunicazioni il 18 dicembre, che rese pubblico il rapporto il 4 gennaio 1976.
La commissione concluse che la probabile causa dell'incidente era un errore di navigazione che doveva aver avuto luogo prima che l'aereo fosse sceso a 1.100 metri (3.500 piedi). Non è stato riscontrato alcun difetto tecnico nell'aereo. Il rapporto affermava che c'erano alcune carenze nelle procedure dell'equipaggio: una misurazione per il controllo della direzione era stata spostata in una posizione meno visibile, una bussola radio era impostata sulla frequenza sbagliata in modo da ricevere i rilevamenti da Lahti, una conversazione relativa alle vacanze con il controllore del traffico e il capitano che non era riposato come avrebbe dovuto essere secondo il regolamento. La commissione non riuscì a provare che il tempo o il vento fossero una causa che contribuì al disastro, sebbene l'oscurità della notte e la nebbia avrebbero potuto impedire all'equipaggio di rilevare la loro posizione.
La maggior parte della relazione era stata dedicata agli aiuti alla navigazione a Fornebu. Il rapporto sottolineò che i falsi segnali del radiofaro giocarono un ruolo fondamentale nello schianto Gli investigatori avevano notato che il segnale per la pista 01 interferiva con quello per la 06 e che potevano essere trasmessi fino a tre falsi segnali. La commissione raccomandò alle compagnie aeree di applicare delle routine che garantissero che venissero sempre utilizzati più sistemi per determinare la posizione e il rilevamento, poiché un unico sistema non sarebbe mai stato affidabile. Raccomandarono pure l'installazione di un radiofaro aggiuntivo a Drammen per facilitare l'avvicinamento alla pista 06 e che le compagnie aeree, nel frattempo, non si affidassero esclusivamente ai radiofari durante l'avvicinamento alla 06. Il rapporto esaminò anche il flusso di lavoro al controllo del traffico aereo. L'aeroporto aveva installato un sistema radar, ma questo veniva utilizzato esclusivamente per il monitoraggio del traffico e non era visto come un aiuto alla navigazione. La commissione commentò che il controllo del traffico aereo avrebbe potuto prevenire l'incidente se avesse riconosciuto che l'aereo era sulla traiettoria sbagliata e avesse allertato i piloti. Era stata installata attrezzatura sufficiente a prevenire un disastro, ma non c'erano istruzioni per tale attività.

## Conseguenze
Il volo 239 è l'incidente aereo più mortale nella Norvegia continentale e il secondo più mortale dell'intero paese, superato solo dal volo 2801 della Vnukovo Airlines che uccise 141 persone nel 1996 nell'arcipelago delle Svalbard causando lo spopolamento della città insulare di Pyramiden. Rappresentò il secondo incidente di un F28 e il suo primo incidente con vittime. Ad oggi rimane l'undicesimo incidente mortale di questo tipo.
I defunti sono stati inviati alle loro comunità di origine per la sepoltura. Venticinque di loro provenivano da Ålesund e sono stati inviati a Vigra tramite un volo speciale tramite un Boeing 737-200 della Braathens SAFE il 29 dicembre. All'aeroporto si è tenuta una cerimonia commemorativa prima che le bare venissero distribuite alle rispettive parrocchie. Un monumento alle vittime è stato eretto vicino ai luoghi dell'incidente, situato lungo una famosa pista da sci tra Myggheim e Sandungen.